# 국제한림원연합회
국제한림원연합회(InterAcademy Panel; IAP)는 2017년 10월 현재 100여개의 각국 국립과학한림원들과 대륙별 한림원 연결기구들로 이루어진 국제 협력망이다.  1993년 발족되었다.
IAP의 최고 기구는 총평의회(General Council)로, 매 3년마다 모임을 가지며 가맹 한림원들이 1표씩을 발휘한다. 회기와 회기 사이에는 각 해마다 11개 한림원이 가맹한 집행위원회가 운영을 진행한다.

## 같이 보기
- 국제과학연맹위원회